# Ron Moncur
Ronald "Ron" Moncur – kanadyjski zapaśnik walczący w stylu wolnym. Szósty na igrzyskach panamerykańskich w 1995.  Triumfator igrzysk Wspólnoty Narodów w 1986. Wicemistrz Wspólnoty Narodów w 1987. Czwarty w Pucharze Świata w 1980 roku. Zawodnik Uniwersytetu Calgary.